# Хоул, Фрэнк
Фрэнк Хоул (англ. Frank Hole; род. 13 ноября 1931) — американский археолог и преисторик, антрополог, специалист по истории сельского хозяйства. Именной профессор-эмерит антропологии (C.J. MacCurdy Professor) Йеля, куда устроился в 1980 году, а до того 17 лет преподавал в Университете Райса. Заведовал отделом антропологии Peabody Museum of Natural History. Член НАН США (1981).
Докторскую степень Ph.D. получил в Чикагском университете (1961). С 1963 по 1980 год преподавал антропологию в Университете Райса.
На протяжении 40 лет проводил исследования на Ближнем Востоке, сначала в Иране, а затем в Сирии. Проводил также раскопки в Мексике вместе с Кентом Флэннери.
Автор книги «Археология западного Ирана».
Соавтор Tribal Pastoralists in Transition. The Baharvand of Luristan, Iran {Рец.}.